# Tribo de Efraim
A Tribo de Efraim (em hebraico: אֶפְרַיִם ou אֶפְרָיִם, transl. Efráyim, ʾEp̄ráyim ou ʾEp̄rāyim, "dupla fecundida") foi uma das Tribos de Israel. Juntamente com a Tribo de Manassés, formou a Casa de José. Em seu auge, o território ocupado pela tribo estava no centro de Canaã, a oeste da atual Jordânia, a sul do território de Manassés, e a norte da Tribo de Benjamim; a região que foi chamada posteriormente de Samaria (para distingui-la da Judeia e da Galileia) consistia em sua maior parte do território da Tribo de Efraim. A área era montanhosa, o que lhe dava proteção, porém também era extremamente fértil, o que lhe trouxe prosperidade, e continha os centros mais antigos da religião israelita - Siquém e Siló. Estes fatores contribuíram para fazer de Efraim a mais dominante das tribos do Reino de Israel, e levou o nome Efraim a se tornar um sinônimo de todo o reino.
Havia uma evidente diferença linguística entre a Tribo de Efraim e os outros israelitas, já que quando os israelitas de Gileade, sob a liderança de Jefté, lutaram contra a Tribo de Efraim, a pronúncia da palavra shibboleth como sibboleth era considerada uma prova suficiente para identificar indivíduos pertencentes à tribo, para que fossem condenados instantaneamente à morte.